# Jessica Rabbit
Jessica Rabbit è un personaggio immaginario inventato da Gary Wolf per il romanzo giallo Who Censored Roger Rabbit? pubblicato nel 1981 e dal quale venne tratto il film Chi ha incastrato Roger Rabbit, dove è la moglie del protagonista. La voce, nella versione originale, le viene data da Kathleen Turner e da Amy Irving per le parti cantate; in italiano invece da Paila Pavese.
Gary K. Wolf, nel suo libro, la creò basandosi principalmente su Red/Miss Vavoom, un personaggio dei cartoni animati che desiderava da ragazzo.
Per la creazione del personaggio nel film gli autori si ispirarono invece ad alcune grandi dive dell'Età d'oro di Hollywood come Veronica Lake (dalla quale prese la celebre pettinatura che copre una metà del viso), Rita Hayworth (dalla quale prese la colorazione rossa dei capelli) e Lauren Bacall (dalla quale prese lo sguardo tipico della femme fatale). Per quanto riguarda la forte carica sensuale del personaggio, donata anche dalle vertiginose scollature e dalla marcata formosità, fu invece presa come esempio la modella Vikki Dougan, molto celebre negli Stati Uniti a cavallo tra gli anni '50 e '60 per indossare spesso abiti con la schiena quasi completamente nuda ,tanto da farle avere l'appellativo di "The Back".
(Celebre battuta del personaggio)

## Caratterizzazione

### Versione dei romanzi
La versione del personaggio del romanzo originale differisce sotto molti aspetti dalla versione filmica: è una donna fedifraga e opportunista che usa il suo fascino carismatico per sedurre gli uomini affinché le diano ciò che vuole o per mettere l'uno contro l'altro i personaggi chiave, rivelatosi meschina e difficile da accontentare, non ama Roger e lo tradisce molto spesso, oltre ad essere accusata e sospettata (insieme a Baby Herman) dell'omicidio del marito.
Compare in quattro romanzi: nel già citato romanzo originale di Gary K. Wolf; in Who P-P-P-Plugged Roger Rabbit? (che si rifà al film per ambientazione e caratterizzazione dei personaggi) dove è molto più simile alla versione del film per aspetto e caratterizzazione, è sospettata di tradire il marito con Clark Gable, ma si rivela innamoratissima di Roger proprio come nel film, e alla fine rimarrà anche incinta di lui. Sempre in questo libro si scopre che ha una sorella di nome Jo, identica a lei ma con la particolarità di essere alta solo 16 centimetri (tanto da essere chiamata da tutti "Little Jo") e che si innamora di Eddie Valiant; in Who Censored Roger Rabbit? , trasposizione del film, dove il suo ruolo è pressoché identico a quello della versione cinematografica; e infine appare anche in Who Wacked Roger Rabbit? del 2014.

### Versione cinematografica
Nel film, Jessica è ancora la moglie del coniglio Roger Rabbit e le viene data molta più profondità e dimensione rispetto al romanzo. È la tritagonista del film, reinventata come una cantante di cabaret sensuale, ma morale e di buon cuore, del Club Inchiostro e Tempera, locale notturno di Los Angeles gestito da cartoni e con clientela umana. Con i suoi spettacoli canori, come quando canta Why Don't You Do Right?, manda in visibilio il pubblico maschile.
Jessica è alta e statuaria, con una figura a clessidra sinuosa e snella con la vita molto stretta, il seno enorme e i fianchi larghi. Famosa per la sua bellezza, ha la carnagione chiara, i lunghi capelli di colore arancione rossiccio con un'onda laterale che di solito le copre l'occhio destro, il naso piccolo, le labbra carnose e imbronciate col rossetto; i suoi occhi verdi dalle palpebre socchiuse e seducenti sono dotati di lunghe ciglia scure, accentuate da un ombretto color lavanda. Il suo completo è costituito da un abito da sera rosso senza spalline con paillettes, profondo scollo a forma di cuore e spacco sulla coscia destra. Inoltre indossa scarpette con tacchi a spillo rosa, guanti da sera viola e orecchini a bottone d'oro.
Nel film, è sospettata di aver tradito il marito con il produttore Marvin Acme. Tuttavia, dimostra di essere molto più morale di quanto il suo aspetto suggerisca all'inizio, sostenendo di non aver mai tradito il marito e salvando la vita di Eddie Valiant. Si giustifica dicendo di non essere cattiva, ma disegnata in quel modo. In effetti, nonostante l'immagine da femme fatale, Jessica dimostra di essere buona e sensibile. Nonostante tutto, Jessica sembra essere moralmente ambigua e ha motivazioni discutibili in tutto ciò che fa. Caratterialmente è molto femminile, glamour e disinvolta, ma anche dolce, gentile e protettiva. Sebbene appaia fredda e distaccata, ama profondamente suo marito Roger e farebbe di tutto per proteggerlo, affermando che il suo umorismo bizzarro la interessa (quando le viene chiesto cosa vede in Roger, Jessica dice semplicemente: "Mi fa ridere"), è un amante migliore di un autista e che è "meglio di Pippo" dopo che Roger ha tentato di salvarla dal giudice Morton e dalle faine. Come prova del suo amore, dice a Eddie che ha occhi solo per Roger e che pagherà qualsiasi prezzo per lui, collaborando nelle indagini per dimostrare la sua innocenza. Intellettuale, sicura di sé, coraggiosa, autosufficiente e determinata, non esita a tutelarsi da sola e si mette consapevolmente a rischio nella seconda parte del film. Nonostante il pericolo, mantiene la calma e mostra di saper maneggiare una pistola (salvando Valiant dalla pistola di Morton). Sebbene mantenga un comportamento composto per la maggior parte del tempo, perde la calma solo alla vista della salamoia, l'unico prodotto che può uccidere un cartone.
Anche se non è una investigatrice, la sua natura astuta, intelligente e intuitiva e il suo amore per Roger hanno una parte fondamentale come aiutante per Valiant e come custode del testamento di Marvin Acme, avendo anche la lungimiranza di tendere una comica e propria trappola per orsi sotto il suo vestito per intrappolare qualunque uomo sconsiderato che provi a toccarla; si nota quando una faina di Morton la perquisisce (con evidente intento perverso) per il testamento di Acme, solo per finire con la sua mano comicamente intrappolata. Un'altra gag di Jessica è la sua "paura selvaggia" trattenuta (mentre grida: «Oh, mio Dio, la salamoia!») vedendo lo schema del giudice Morton che coinvolge la salamoia, mentre un effetto sottile è stato aggiunto dall'animatore Russell Hall: il rimbalzo del seno di Jessica è stato invertito da quello di una vera donna. Inoltre, quando manda un bacio soffiato (come si vede a Eddie in una scena) viene eseguito in uno stile da cartone animato.
Una sera viene pedinata da Eddie Valiant, l'investigatore privato assoldato da R.K. Maroon, il produttore dei film di suo marito. Dopo lo spettacolo, Eddie la fotografa di nascosto mentre riceve nel suo camerino Marvin Acme, un ricco industriale, con il quale fa un innocuo gioco da bambini. Comicamente, dal punto di vista di Roger Rabbit, questa innocente relazione rappresenta un tradimento. Quando Acme viene trovato morto la mattina seguente, Jessica viene interrogata in quanto la polizia pensa che sia suo marito l'assassino. Incontrando Valiant gli dà uno schiaffo di fronte a tutti, biasimandolo per le foto da lui scattate. Qualche ora più tardi, la stessa si reca privatamente nell'ufficio di Eddie e gli spiega di essere stata obbligata da Maroon a 'posare' per le foto scattate dall'investigatore, o suo marito sarebbe stato licenziato. In una scena seguente, informa l'investigatore di essere stata avvertita da Acme che Morton voleva acquistare Cartoonia, e, sentendosi minacciato, la scelse per custodire il suo testamento, trovando però un foglio bianco che Roger scrisse come lettera d'amore e poi custodito da Eddie (alla fine si rivela essere il testamento scritto con dell'inchiostro simpatico). Il ruolo di Jessica, sospetto per tutta la prima parte del film, si rivela positivo quando salva la vita a Eddie evitando che il giudice Morton gli spari alle spalle.
Come Roger, anche per Jessica c'è un'ispirazione basata sul regista Tex Avery avendo somiglianze con Miss Vavoom, apparsa nel cartone animato Cappuccetto Rosso a Hollywood (1943).
Oltre che nel film d'esordio, il personaggio appare anche nei cortometraggi interpretati dal marito e da Baby Herman, nonché alla fine del film A spasso nel tempo: l'avventura continua, dove ironicamente viene fatta passare per un transessuale.
Nei primi tentativi di produzione del film, dove Eddie Valiant era interpretato dall'allora sconosciuto Paul Reubens, la voce di Jessica era della doppiatrice di Minnie Russi Taylor.

### Dopo il film
Jessica è apparsa in cameo nei tre cortometraggi della coppia Roger Rabbit/Baby Herman Una pazza indigestione nella parte di un'infermiera, Roger Rabbit sulle montagne russe nella parte di una damigella in pericolo e Curve pericolose nella parte di una guardaparco che colpisce l'attenzione di Roger.
Sebbene non appaia fisicamente in Aladdin e il re dei ladri, un ritaglio di cartone del suo corpo è visibile per qualche secondo mentre il Genio sta scegliendo degli abiti da sposa per la principessa Jasmine.

### Versione a fumetti
Jessica Rabbit è comparsa in storie a fumetti di Roger prodotte dalla Disney tra gli anni ottanta e novanta, inedite in Italia.

### Romanzo inedito
Nel maggio 2022, Gary K. Wolf ha pubblicato il romanzo Jessica Rabbit: XERIOUS Business, che esplora le origini di Jessica, ovvero tedesche, e il suo cognome da nubile, Krupnick.

## Accoglienza
Jessica Rabbit ha ricevuto recensioni positive ed è descritta come uno dei personaggi più interessanti dei cartoni animati. Molti critici e fan l'hanno definita un sex symbol, un'icona femminista degli anni 80 e un simbolo di femminilità, empowerment, body positivity, mistero ed emancipazione femminile.
Nel 2008, la rivista inglese Empire ha collocato Jessica Rabbit al sesto posto della sua lista dei 50 migliori personaggi dei cartoni animati della storia, spiegando che nonostante sia stata disegnata come una femme fatale classica, uno dei punti di forza del film è quello di permettere al personaggio di giocare con lo stereotipo, e affermando che "c'è di più in lei oltre al tipo di linee che farebbero piazza pulita della nuova Top Model americana, c'è un cuore puro e uno spirito pronto sotto quel magnifico aspetto esteriore." Il sito web GamesRadar+ l'ha piazzata al 37º posto nella classifica dei 100 più grandi personaggi femminili dei film. Internet Movie Database ha condotto un sondaggio che l'ha classificata come il personaggio Disney più affascinante in base ai voti del pubblico. Secondo un sondaggio del marzo 2009 da Cadbury, Jessica è stata votata numero 1 con il 37% dei voti per il titolo di personaggio più affascinante dei cartoni animati. Il suo vestito rosso era anche tra gli abiti più iconici indossati da un personaggio animato insieme al vestito di Biancaneve.
La Jessica Rabbit Store, intitolata Jessica's Shop, è stata una boutique di lingerie e altri accessori nell'area dello shopping e dell'intrattenimento di Pleasure Island al Walt Disney World Resort. Includeva un'insegna gigante bifacciale al neon di Jessica. Il negozio venne aperto il 15 dicembre 1990 e chiuse nel febbraio 1993.
La sua frase «Io non sono cattiva, è che mi disegnano così.» è diventata una delle citazioni più popolari del film ed è stata nominata come una delle 400 più grandi citazioni di film dall'American Film Institute nel 2015.